# 3-ヒドロキシブタナール
3-ヒドロキシブタナール(3-hydroxybutanal)は、睡眠薬および抗不安薬に使用されるアルドール。